# Nemaschema sanguinicolle
Nemaschema sanguinicolle är en skalbaggsart som först beskrevs av Louis Alexandre Auguste Chevrolat 1858.  Nemaschema sanguinicolle ingår i släktet Nemaschema och familjen långhorningar. Inga underarter finns listade i Catalogue of Life.